# فهرست مدال‌آوران المپیک در بسکتبال
این مقاله فهرست مدال‌آوران المپیک در بسکتبال در دو بخش مردان و زنان است.

## مردان

### بسکتبال
| بازی‌ها                                  | طلا | نقره | برنز |
| بسکتبال در بازی‌های المپیک تابستانی ۱۹۳۶ | ایالات متحده آمریکا (USA) · سم بالتر · رالف بیشاپ · جو فورتنبری · تکس گیبونز · فرانسیس جانسون · کارل نولز · فرانک لوبین · آرت مولنر · دونالد پیپر · جک راگلند · ویلارد اشمیت · کارل شای · دوئین سوانسون · بیل ویتلی                        | کانادا (CAN) · گوردون ایتچیسون · یان الیسون · ارت چپمن · چاک چپمن · ادوارد داوسون · ایروینگ مرتسکی · داگ پدن · جیمز استوارت · مالکوم وایزمن | مکزیک (MEX) · کارلوس بورجا · ویکتور بورجا · رودولف کوپرنا · لوئیس ایگناسیو د لا وگا · رائول فرناندز · اندرس گومز · سیلویو هرناندز · فرانسیسکو مارتینز · خسوس اولمس · خوزه پامپلونا · گریر اسکوسن                                                            |
| بسکتبال در بازی‌های المپیک تابستانی ۱۹۴۸ | ایالات متحده آمریکا (USA) · کلیف بارکر · دان باکسدل · رالف بیرد · لیو بک · وینس بویلا · گوردون کارپنتر · الکس گروزا · والاس جونز · باب کارلند · ری لامپ · آر.سی. پیتز · جسی رنیک · جکی رابینسون · کنی رولینز                               | فرانسه (FRA) · آندره باره · میشل بون‌وی · آندره بوفییر · رنه شوکا · رنه درنسه · موریس دسمونه · آندره اون · موریس ژیراردو · فرنان گیو · رمون اوفنر · ژاک پریه · ایوان کنن · لوسیان ربوفیک · پیر تیولون                                                            | برزیل (BRA) · الگادئو · ژوائو فرانسیسکو براز · روی د فریتاس · مارکوس وینیسیوس دیاس · افونسو · الکساندر جمینیانی · الفردو دا موتا · البرتو مارسون · نیلتون پاچکو · ماسین سورچینلی                                                                            |
| بسکتبال در بازی‌های المپیک تابستانی ۱۹۵۲ | ایالات متحده آمریکا (USA) · ران بونتمپز · مارک فرایبرگر · وین گلاسکو · چارلی هوگ · بیل هوگلند · جان کلر · دین کلی · باب کنی · باب کارلند · بیل لیندهارد · کلاید لاولت · فرانک مک‌کیب · دن پیپین · هاوی ویلیامز                              | اتحاد شوروی (URS) · استپا بوتائاس · نودر جودژیکیا · آناتولی کونوف · اوتار کورکیا · هینو کروس · ایلمار کولام · یوستیناس لاگونویسیوس · یوان لوسو · الکساندر مویسیف · یوری اوزاروف · کازیمیرس پتکویوس · استانیسلاواس استونکوس · مایگونیس والدمان · ویکتور ولاسف    | اروگوئه (URU) · مارتین اکوستا لارا · انریکه بالنیو · ویکتوریو چیسلینسکاس · هکتور کوستا · نلسون دمارکو · هکتور گارسیا اترو · طبره لارره بورگس · ادزیو لمباردو · روبرتو لوورا · سرجیو ماتتو · ویلفردو پلئز · کارلوس روزلو                                     |
| بسکتبال در بازی‌های المپیک تابستانی ۱۹۵۶ | ایالات متحده آمریکا (USA) · کی. سی. جونز · بوردت هادروسون · کارل کین · گیلبرت فورد · ریچارد بوشکا · جیم والش · چاک دارلینگ · بیلی اوانز · بیل هوگلند · رابرت ژانجرارد · بیل راسل · ران تامسیک                                              | اتحاد شوروی (URS) · آرکادی بوچکاریوف · مایگونیس والدمان · ویکتور زوباکوف · یانیس کرومینش · الگیرداس لوریتنس · والدیس موژنیکس · یوری اوزاروف · کازیمیرس پتکویوس · میخائیل سیمونونوف · استانیسلاواس استونکوس · میخائیل استادنتسکی · ولادیمیر تربان                | اروگوئه (URU) · کارلوس بلیکسن · رامیرو کورتس · هکتور کوستا · نلسون شل · نلسون دمارکو · هکتور گارسیا اترو · کارلوس گونزالس · سرجیو ماتتو · اسکار مولیا · رائول مرا · اریل اولاسکواگا · میلتون اسکارون                                                        |
| بسکتبال در بازی‌های المپیک تابستانی ۱۹۶۰ | ایالات متحده آمریکا (USA) · جی آنت · والت بلامی · باب بوزر · تری دیسچینگر · بوردت هادروسون · دارال ایم‌هاف · آلن کلی · لستر لین · جری لوکاس · اسکار رابرتسون · ایدریان اسمیت · جری وست                                                      | اتحاد شوروی (URS) · یوری کورنی · یانیس کرومینش · گورام مینشویلی · والدیس موژنیکس · سیزرز اوزر · الکساندر پتروف · میخائیل سیمونونوف · ولادیمیر اوگرکلایدز · مایگونیس والدمان · البرت والتین · گنادی وولنوف · ویکتور زوباکوف                                      | برزیل (BRA) · ادسون بیسپو دوس سانتوس · مویس بلش · والدمار بلاسکوسکاس · الگادئو · رزا برانکا · کارلوس دومینگو ماسونی · والدیر بوکاردو · ولمیر مارکز · اموری پاسوس · فرناندو بروبو · انتونیو سالوادور سوکار · جتیر ادواردو شال                                |
| بسکتبال در بازی‌های المپیک تابستانی ۱۹۶۴ | ایالات متحده آمریکا (USA) · جیم بارنز · بیل بردلی · لری براون · جو کالدول · مل کانتس · دیک دیویس · والت هازت · لاشیس جکسون · پیت مک‌کفری · جف مولینز · جری شیپ · جرج ویلسون                                                                 | اتحاد شوروی (URS) · آرمناک آلاچاچیان · نیکولای بگلی · ویاچسلاو خرنین · جوریس کالنیش · یوری کورنی · یانیس کرومینش · یاک لیپسو · لوان موساشویلی · والدیس موژنیکس · الکساندر پتروف · الکساندر تراین · گنادی وولنوف                                                 | برزیل (BRA) · ادسون بیسپو دوس سانتوس · فریدریش ویلهلم براون · رزا برانکا · کارلوس دومینگو ماسونی · ولمیر مارکز · ویکتور میرساوکا · اموری پاسوس · اوبیراتان پریرا ماکیل · انتونیو سالوادور سوکار · جتیر ادواردو شال · خوزه ادوار سیمیوس · سرجیو تولدو ماچادو |
| بسکتبال در بازی‌های المپیک تابستانی ۱۹۶۸ | ایالات متحده آمریکا (USA) · مایک بارت · جان کلاوسون · دان دی · کلوین فاولر · اسپنسر هیوود · بیل هاسکت · جیم کینگ · گلین سولترز · چارلی اسکات · مایک سلمن · کن اسپین · جو جو وایت                                                           | یوگسلاوی (YUG) · دراگوتین چرماک · کرشیمیر چوسیچ · ولادیمیر اسوتکوویچ · ایوو دانئو · رادیووی کوراچ · ترایکو رایکوویچ · زوران مارویویچ · دراگوسلاو راژناتوویچ · پتار اسکانسی · دامیر شولمان · نیکولا پلچاش · آلیوشا ژورگا                                         | اتحاد شوروی (URS) · آناتولی پولیوودا · آناتولی کریکون · وادیم کاپرانوف · ولادیمیر اندریف · سرگی کووالنکو · مودستاس پاولاوسکاس · یاک لیپسو · گنادی وولنوف · پریت تومسون · زوراب ساکاندلیدزه · یوری سلیخوف · سرگی بلوف                                        |
| بسکتبال در بازی‌های المپیک تابستانی ۱۹۷۲ | اتحاد شوروی (URS) · آناتولی پولیوودا · مودستاس پاولاوسکاس · زوراب ساکاندلیدزه · آلژان ژارموخامدوف · الکساندر بولوشف · ایوان ادشکو · سرگی بلوف · میخائیل کورکیا · ایوان دوورنی · گنادی وولنوف · الکساندر بلوف · سرگی کووالنکو               | ایالات متحده آمریکا (USA) · کنت دیویس · داگ کالینز · تام هندرسون · مایک بانتم · بابی جونز · دوایت جونز · جیمز فوربس · جیم بروئر · تامی بورلسون · تام مک‌میلن · کوین جویس · اد راتلف · [a]                                                                        | کوبا (CUB) · خوان دومک · روپرتو اررا تابیو · خوان روکا برونت · پدرو چاپه · میگل آلوارس پوسو · رافائل کانیه‌سارس · کونرادو پرس · میگل کالدرون گومس · توماس اررا مارتینس · اسکار وارونا · آلخاندرو اورخیس گیبوت · فرانکلین استاندارد                           |
| بسکتبال در بازی‌های المپیک تابستانی ۱۹۷۶ | ایالات متحده آمریکا (USA) · فیل فورد · استیو شپارد · آدریان دانتلی · والتر دیویس · کوین باکنر · ارنی گرونفلد · کنی کار · اسکات می · تیت آرمسترانگ · تام لاگارد · فیل هوبارد · میچل کوپچاک                                                  | یوگسلاوی (YUG) · بلاگویا گئورگیفسکی · داراگان کیچانوویچ · وینکو یلوواتس · رایکو ژیژیچ · ژلکیو یرکوف · آندرو کنگو · زوران اسلاونیچ · کرشیمیر چوسیچ · دامیر شولمان · ژارکو واراییچ · درژان دالیپاگیچ · میرزا دلیبشیچ                                              | اتحاد شوروی (URS) · ولادیمیر ارزاماسکوف · الکساندر سالنیکوف · والری میلورادوف · آلژان ژارموخامدوف · اندره ماکیف · ایوان ادشکو · سرگی بلوف · ولادیمیر تکاچنکو · آناتولی میشکین · میخائیل کورکیا · الکساندر بلوف · ولادیمیر ژیگلی                             |
| بسکتبال در بازی‌های المپیک تابستانی ۱۹۸۰ | یوگسلاوی (YUG) · آندرو کنگو · داراگان کیچانوویچ · رایکو ژیژیچ · میهوویل ناکیچ · ژلکیو یرکوف · برانکو اسکروچه · زوران اسلاونیچ · کرشیمیر چوسیچ · راتکو رادووانوویچ · دویه کراستولویچ · درژان دالیپاگیچ · میرزا دلیبشیچ                      | ایتالیا (ITA) · رومئو ساچتی · روبرتو بروامونتی · مایک سیلوستر · انریکو گیلاردی · فابریتزیو دلا فیوری · مارکو سلفرینی · مارکو بانامیکو · دینو منگین · رناتو ویلالتا · رنزو وچیاتو · پیرلوئیجی مارزوراتی · پیترو جنالی                                            | اتحاد شوروی (URS) · استانیسلاو یریومین · والری میلورادوف · سرگی تاراکانوف · الکساندر سالنیکوف · اندره لوپاتف · نیکولای دریوگین · سرگی بلوف · ولادیمیر تکاچنکو · آناتولی میشکین · سرگیوس یوایشا · الکساندر بلوستنی · ولادیمیر ژیگلی                          |
| بسکتبال در بازی‌های المپیک تابستانی ۱۹۸۴ | ایالات متحده آمریکا (USA) · استیو آلفرد · لئون وود · پاتریک اوینگ · ورن فلمینگ · آلوین رابرتسون · مایکل جردن · جو کلاین · جان کان‌کیک · ویمن تیسدل · کریس مولین · سام پرکینز · جف ترنر                                                      | اسپانیا (ESP) · خوسه مانوئل بیران · خوسه لوئیس یورنته · فرناندو آرسگا · جوزپ ماریا مارگال · آندرس خیمنس · فرناندو رومای · فرناندو مارتین · خوآن آنتونیو کربالان · ایگناسیو سولوسابال · خوآن د لا کروس · خوآن مانوئل لوپس ایتورریاسگا · خوآن آنتونیو سن اپیفانیو | یوگسلاوی (YUG) · دراژن پتروویچ · الکساندر پتروویچ · نبویشا زوراکیچ · رایکو ژیژیچ · ایوان سونارا · امیر ماتپچیچ · ثابت هاژیچ · آندرو کنگو · راتکو رادووانوویچ · میهوویل ناکیچ · درژان دالیپاگیچ · برانکو ووکیسویچ                                            |
| بسکتبال در بازی‌های المپیک تابستانی ۱۹۸۸ | اتحاد شوروی (URS) · الکساندر وولکوف · تیت سوک · سرگی تاراکانوف · شاروناس مارچیولیونیس · ایگورس میگلینیکس · والری تیخوننکو · ریماس کورتینایتیس · آرویداس سابونیس · ویکتور پانکراشکین · ولادمارس چومیچیوس · الکساندر بلوستنی · والری گوبوروف | یوگسلاوی (YUG) · دراژن پتروویچ · ازدراوکو رادولوویچ · زوران چوتورا · تونی کوکوچ · ژارکو پاسپالی · ژلیکو اوبرادوویچ · یوره ازدوفتس · استویکو ورانکوویچ · ولاده دیواتس · فرانیو آراپوویچ · دینو رودژا · دانکو تسویتیچانین                                         | ایالات متحده آمریکا (USA) · میچ ریچموند · چارلز اسمیت · چارلز اسمیت · بیمبو کولز · جف گرایر · ویلی اندرسون · استیسی اوگمن · دن مجرل · دنی منینگ · جی. آر. رید · دیوید رابینسون · هرسی هاوکینز                                                               |
| بسکتبال در بازی‌های المپیک تابستانی ۱۹۹۲ | ایالات متحده آمریکا (USA) · چارلز بارکلی · لری برد · کلاید درکسلر · پاتریک اوینگ · مجیک جانسون · مایکل جردن · کریستین لایتنر · کارل مالون · کریس مولین · اسکاتی پیپن · دیوید رابینسون · جان استاکتون                                       | کرواسی (CRO) · ولادان الانوویچ · فرانیو آراپوویچ · دانکو تسویتیچانین · الن گریگوف · اریجان کومازک · تونی کوکوچ · ارامیس ناگلیچ · ولیمیر پراسوویچ · دراژن پتروویچ · دینو رودژا · ژان تابک · استویکو ورانکوویچ                                                    | لیتوانی (LTU) · روماناس برازداکیس · ولادمارس چومیچیوس · داریوس دیماویشیوس · گیتاراس اینکیس · سرگیوس یوایشا · ارتوراس کارنیشواس · گیتاراس کرپیکاس · ریماس کورتینایتیس · شاروناس مارچیولیونیس · الویداس پازدارزدیس · آرویداس سابونیس · ارناس ویسوکاس          |
| بسکتبال در بازی‌های المپیک تابستانی ۱۹۹۶ | ایالات متحده آمریکا (USA) · چارلز بارکلی · گرانت هیل · پنی هارداوی · دیوید رابینسون · اسکاتی پیپن · میچ ریچموند · رجی میلر · کارل مالون · جان استاکتون · شکیل اونیل · گری پیتون · حکیم اولاجوان                                            | یوگسلاوی (YUG) · میروسلاو بریچ · دجان بودیروگا · پردراگ دانیلوویچ · ولاده دیواتس · الکساندر دوردویچ · نیکولا لونتسر · ساشا اوبرادویچ · ژارکو پاسپالی · ژلیکو ربراچا · زوران ساویچ · دژان توماسویچ · میلنکو تاپیچ                                                | لیتوانی (LTU) · گیتاراس اینکیس · اندریا جورکونا · ارتوراس کارنیشواس · ریماس کورتینایتیس · داریوش لوکمیناس · شاروناس مارچیولیونیس · توماس پتشیاس · آرویداس سابونیس · سولیوس اشتومبرگاس · ریتیس وایشویلا · یولیتس ژوکوسکاس · مینداگواس زوکوسکاس               |
| بسکتبال در بازی‌های المپیک تابستانی ۲۰۰۰ | ایالات متحده آمریکا (USA) · شریف عبدالرحیم · ری آلن · وین بیکر · وینس کارتر · کوین گارنت · تیم هارداوی · آلن هوستون · جیسون کید · آنتونیو مک‌دایس · آلونزو مورنینگ · گری پیتون · استیو اسمیت                                                | فرانسه (FRA) · جیم بیلبا · یان بوناتو · ماکان دیوماسی · لوران فوآرست · تیری گادو · سیریل ژولیان · کراوفورد پالمر · آنتوان ریگودو · استفان ریساشه · لوران سیارا · موستافا سونکو · فردریک وایس                                                                    | لیتوانی (LTU) · دینیوس آدومایتیس · گیتاراس اینکیس · آندریوس گیدرائیت · شاروناس یاسیکویچوس · کنستوتیس مارچیولیونیس · داریوش ماسکولیشناس · توماس ماسیولیس · راموناس شیشکاوسکس · داریوش سانگایلا · سولیوس اشتومبرگاس · مینداگاس تیمیناسکاس · یولیتس ژوکوسکاس   |
| بسکتبال در بازی‌های المپیک تابستانی ۲۰۰۴ | آرژانتین (ARG) · کارلوس دلفینو · گابریل فرناندس · مانو جینوبلی · لئوناردو گوتیه‌رس · والتر هرمان · آلخاندرو مونتکیا · آندرس نوکیونی · فابریسیو اوبرتو · خوان ایگناسیو سانچس · لوئیز اسکولا · اوگو اسکونوچینی · روبن ولکوویسکی               | ایتالیا (ITA) · جانلوکا بازیله · ماسیمو بولری · روبرتو کیاچیگ · جاکومو گالاندا · لوکا گاری · دنیس مارکوناتو · میکله میان · جان‌مارکو پوتزکو · نیکولا رادولوویچ · الکس ریگتی · رودولف رومبالدونی · ماتئو سورانیا                                                  | ایالات متحده آمریکا (USA) · کارملو آنتونی · کارلوس بوزر · تیم دانکن · آلن آیورسن · لبران جیمز · ریچارد جفرسون · استفان ماربوری · شاون ماریون · لمار اودم · امیک اوکافور · آماری استاودمایر · دوین وید                                                       |
| بسکتبال در بازی‌های المپیک تابستانی ۲۰۰۸ | ایالات متحده آمریکا (USA) · کارلوس بوزر · جیسون کید · لبران جیمز · درون ویلیامز · مایکل رد · دوین وید · کوبی برایانت · دوایت هاورد · کریس باش · کریس پاول · تیشان پرینس · کارملو آنتونی                                                    | اسپانیا (ESP) · پائو گاسول · رودی فرناندز · ریکی روبیو · خوان کارلوس ناوارو · خوزه کالدرون · فیلیپه ریس · کارلوس خیمنس · رائول لوپس · برنی رودریگس · مارک گسال · الکس موبرو · خورخه گاربایوسا                                                                   | آرژانتین (ARG) · کارلوس دلفینو · مانو جینوبلی · رومان گونسالس · لئوناردو گوتیه‌رس · خوان پدرو گوتیرز · فدریکو کامریچس · آندرس نوکیونی · فابریسیو اوبرتو · آنتونیو پورتا · پابلو پریونی · پائولو کینتروس · لوئیز اسکولا                                       |
| بسکتبال در بازی‌های المپیک تابستانی ۲۰۱۲ | ایالات متحده آمریکا (USA) · تایسون چندلر · کوین دورانت · لبران جیمز · راسل وستبروک · درون ویلیامز · آندره ایگودالا · کوبی برایانت · کوین لاو · جیمز هاردن · کریس پاول · انتونی دیویس · کارملو آنتونی                                       | اسپانیا (ESP) · پائو گاسول · رودی فرناندز · سرجیو رودریگز · خوان کارلوس ناوارو · خوزه کالدرون · فیلیپه ریس · بیکتور کلابر · فرناندو سن امتریو · سرجیو لئول · مارک گسال · سرج ایباکا · بیکتور سادا                                                               | روسیه (RUS) · الکسی شیود · تیموفی موزگوف · سرگئی کاراسف · ویتالی فریدزون · ساشا کائون · اوگنی وورونوف · ویکتور خروپا · سمیون آنتونوف · سرگئی مونیا · دیمیتری خوستوف · آنتون پونکراشوف · آندره کیریلنکو                                                      |
| بسکتبال در بازی‌های المپیک تابستانی ۲۰۱۶ | ایالات متحده آمریکا (USA) · جیمی باتلر · کوین دورانت · دآندره جردن · کایل لاوری · هریسون بارنز · دمار دروزان · کایری اروینگ · کلی تامپسون · دمارکوس کازینس · پال جرج · دریموند گرین · کارملو آنتونی                                        | صربستان (SRB) · میلوش تئودوسیچ · مارکو سیمونوویچ · بوگدان بوگدانوویچ · استفان مارکوویچ · نیکولا کالینیچ · نمانیا ندوویچ · استفان بیرچویچ · میروسلاو رادولیتسا · نیکولا یوکیچ · ولادیمیر اشتیماچ · استفان جوویچ · میلان ماچوان                                   | اسپانیا (ESP) · پائو گاسول · رودی فرناندز · سرجیو رودریگز · خوان کارلوس ناوارو · خوزه کالدرون · فیلیپه ریس · بیکتور کلابر · ویلی ارنانگومز · الکس ابرینس · سرجیو لئول · نیکولا میتوریچ · ریکی روبیو                                                         |
| بسکتبال در بازی‌های المپیک تابستانی ۲۰۲۰ | ایالات متحده آمریکا (USA) · بم آدبایو · دوین بوکر · کوین دورانت · جرمی گرنت · دریموند گرین · جرو هالیدی · کلدون جانسون · زک لاوین · دیمین لیلارد · جویل مک‌گی · کریس میدلتون · جیسون تیتوم                                                  | فرانسه (FRA) · اندرو البیسی · نیکولاس باتوم · پیتر کورنلی · ناندو دکولو · مصطفی فال · اوان فورنیر · رادی گوبرت · توما اورتل · تیموتی لوواوو-کابارو · فرانک نیلیکینا · ونسان پوئاریه · گرشون یابوسله                                                             | استرالیا (AUS) · آرون بینس · متیو دلاودووا · دانته اگزوم · کریس گولدینگ · جان گرین · جو انگلیس · نیک کی · جک لندیل · پتی میلز · دوپ ریس · ناتان سوبی · متیس تایبول                                                                                          |

### بسکتبال ۳ نفره
| بازی‌ها                                  | طلا                                                                          | نقره                                                                          | برنز                                                                                     |
| بسکتبال در بازی‌های المپیک تابستانی ۲۰۲۰ | لتونی (LAT) · آگنیس چاوارس · ادگارس کرومینش · کارلیس لاسمانیس · ناوریس میزیس | چین (ROC) · ایلیا کارپنکوف · کیریل پیسکلوف · استانیسلاو شاروف · الکساندر زوئف | صربستان (SRB) · دوشان دوموویچ بولوت · دیان مایستوروویچ · الکساندر راتکوف · میهایلو واسیچ |

## زنان

### بسکتبال
| بازی‌ها                                  | طلا | نقره | برنز |
| بسکتبال در بازی‌های المپیک تابستانی ۱۹۷۶ | اتحاد شوروی (URS) · اولگا باریشوا · تامارا داونینه · ناتالیا کلیمووا · تاتیانا اوچکینا · آنگله روپشینه · نادژدا شووایوا-اولخووا · نادژدا زاخارووا · اولیانا سمیونووا · رایسا کورویاکووا · نلی فریابنیکووا · اولگا سوخارنووا · تتیانا زاخارووا | ایالات متحده آمریکا (USA) · سیندی بروگدون · سوزان روچچویچ · آن مایرز · لوسیا هریس · نانسی دانکل · شارلوت لوئیس · نانسی لیبرمن · گیل مارکیز · پاتریشیا روبرتز · مری آن اوکانر · پت سامیت · جولیین سیمپسون                                              | بلغارستان (BUL) · کراسیمیره بوگدانوا · دیانا براینووا-دیلوا · کراسیمیره گیوروا · پنکا متودیوا · سنژانا میخائیلوا · گرجینا اسکرلاتوا · ماریا استویانوا · مارگاریتا شتارکلوا · پتکانا ماکاویوا · ناتکا گلچوا · پنکا استویانوا · تودورکا یوردانوا |
| بسکتبال در بازی‌های المپیک تابستانی ۱۹۸۰ | اتحاد شوروی (URS) · اولگا باریشوا · تاتیانا ایوینسکایا · نلی فریابنیکووا · ویدا بسلینه · تاتیانا اوچکینا · آنگله روپشینه · لیوبوف شارمای · اولیانا سمیونووا · تتیانا زاخارووا · اولگا سوخارنووا · نادژدا شووایوا-اولخووا · لیودمیلا روگوژینا  | بلغارستان (BUL) · کراسیمیره بوگدانوا · وانیا درمنجیوا · سیلویا گراموا · پتکانا ماکاویوا · ناتکا گلچوا · پنکا استویانوا · اولادیا اسلاوچوا-استفانووا · کوشتانینکا رادکووا · سنژانا میخائیلوا · انجلینا میخائیلوا · پنکا متودیوا · دیانا براینووا-دیلوا | یوگسلاوی (YUG) · ورا دوراشکوویچ · مرسادا بچیرسپهیک · جلیکا کومننوویچ · میرا بیدوف · ووکیتسا میتیچ · سانیا اوژگوویچ · سوفییا پکیچ · ماریا تونکوویچ · زریتسا دورکوویچ · وسنا پوتوویچ · بیلیانا مایستوروویچ · یاسی پرازیچ                         |
| بسکتبال در بازی‌های المپیک تابستانی ۱۹۸۴ | ایالات متحده آمریکا (USA) · تریسا ادواردز · لی هنری · لینت وودارد · آنا دانووان · کتی بازول · شریل میلر · جنیس لارنس براکستون · سیندی نوبل · کیم مالکی · دنیس کاری · پاملا مک‌گی · کارول منکن-شاوت                                             | کره جنوبی (KOR) · چوی ای-یونگ · کیم اون-سوک · لی هیونگ-سوک · چوی کیونگ-هی · لی می جا · مون کیونگ-جا · کیم هوا-سون · جونگ میونگ-هی · کیم یونگ-هی · سونگ جونگ ا · پارک چان-سوک                                                                          | چین (CHN) · چن یوفانگ · لی شیائوشین · با یان · سونگ شیائوبو · کیو چن · وانگ جون · ژو لیخوان · چنگ هایشیا · کانگ شوادی · ژانگ هوی · لیو چینگ · ژانگ یوکین                                                                                       |
| بسکتبال در بازی‌های المپیک تابستانی ۱۹۸۸ | ایالات متحده آمریکا (USA) · تریسا ادواردز · کمی اتریج · سیندی براون · آنا دانووان · ترزا ودرسپون · بریجت گوردون · ویکی بولت · آندریا لوید-کاری · کاترینا مک‌کلین · جنیفر گیلوم · سینتیا کوپر-دایک · سوزی مک‌کانل-سریو                           | یوگسلاوی (YUG) · استوینا وانگلوفسکا · مارا لاکیچ · ژانا للاس · الئونورا ویلد · کورنلیا کوسیچ · دانیرا بیلیچ · اسلادانا گولیچ · پولونا دورنیک · رازیا مویانوویچ · وسنا بایکوشا · آندلیا آربوتینا · بویانا میلوشویچ                                     | اتحاد شوروی (URS) · اولگا بوریاسینا · یلنا خوداشووا · ویتالی توامید · اولگا یاکوفلوا · گالینا ساویتسکایا · الکساندرا لئونوا · اولگا یوکوا · ایرینا سومنیکووا · ایرینا مینخ · ایرینا گرلیتس · اولسیا بارل · ناتالیا زاسولسکایا                  |
| بسکتبال در بازی‌های المپیک تابستانی ۱۹۹۲ | تیم متحد (EUN) · الن شاکیرووا · ایرینا سومنیکووا · مارینا تکاچنکو · ایرینا مینخ · ایرینا گرلیتس · اسوتلانا آنتیپووا · ناتالیا زاسولسکایا · اولنا ژیرکو · النا تورنیکیدو · یلنا شوایبوویچ · یلنا خوداشووا · النا بارانووا                      | چین (CHN) · کانگ شوادی · اون جون · لی دونگمی · لی کسین · لیو جون · لیو چینگ · پنگ پینگ · وانگ فنگ · ژان شوپینگ · ژنگ دونگمی · چنگ هایشیا | ایالات متحده آمریکا (USA) · ویکی بولت · دئدرا چارلز · سینتیا کوپر-دایک · کلاریسا دیویس · مدینه دیکسون · تریسا ادواردز · تامی جکسون · کارولین جونز-یونگ · کاترینا مک‌کلین · سوزی مک‌کانل-سریو · ویکی اور · ترزا ودرسپون                           |
| بسکتبال در بازی‌های المپیک تابستانی ۱۹۹۶ | ایالات متحده آمریکا (USA) · جنیفر ازی · روتی بولتون · تریسا ادواردز · ونوس لیسی · لیسا لسلی · ربکا لوبو · کاترینا مک‌کلین · نیکی مک‌کری · کارلا مک‌گی · دون استالی · کتی استدینگ · شریل اسووپس                                                   | برزیل (BRA) · روسلی گوستاوو · مارتا سوبرال · سیلویا اندریا سانتوس لوز · الساندرا سانتوس دی اولیویرا · سینیا سانتوس · کلودیا ماریا پاستور · هورتنسیا مارکاری · ادریانا سانتوس · ماریا انگلیکا · جانث ارکااین · ماریا پائولا سیلوا · لیلا سوبرال        | استرالیا (AUS) · رابین ماهر · راشل اسپورن · میکله تیمس · میشل بروگان · تریشا فالون · الیسون ترانکلی · کارلا بوید · سندی بروندلو · شلی سندی · فیونا رابینسون · میشل چندلر · جنی ویتل                                                            |
| بسکتبال در بازی‌های المپیک تابستانی ۲۰۰۰ | ایالات متحده آمریکا (USA) · تریسا ادواردز · یولاندا گریفیت · چمیک هولدسکلو · روتی بولتون · لیسا لسلی · نیکی مک‌کری · دلیشا میلتون-جونز · کتی اسمیت · دون استالی · شریل اسووپس · ناتالی ویلیامز · کارا وولترز                                   | استرالیا (AUS) · کارلا بوید · سندی بروندلو · تریشا فالون · میشل بروگان · کریستی هاروور · Jo Hill · لورن جکسون · آنی لا فلور · شلی سندی · راشل اسپورن · میکله تیمس · جنی ویتل                                                                          | برزیل (BRA) · جانث ارکااین · ایلیساین دیوید · لیلیان گونسالس · هلن لوز · سیلویا اندریا سانتوس لوز · کلودیا داس نوو · الساندرا سانتوس دی اولیویرا · آدریانا مویزس پینتو · ادریانا سانتوس · سینیا سانتوس · کلی سانتوس · مارتا سوبرال             |
| بسکتبال در بازی‌های المپیک تابستانی ۲۰۰۴ | ایالات متحده آمریکا (USA) · سو برد · اسوین کش · تامیکا کتچینگس · یولاندا گریفیت · شانون جانسون · لیسا لسلی · روت رایلی · کتی اسمیت · دون استالی · شریل اسووپس · دیانا تاوراسی · تینا تامپسون                                                  | استرالیا (AUS) · سوزی باتکوویچ · سندی بروندلو · تریشا فالون · کریستی هاروور · لورن جکسون · ناتالی پورتر · آلیشیا پوتو · بلیندا اسنل · راشل اسپورن · لورا هاجز · پنی تیلور · الیسون ترانکلی                                                            | روسیه (RUS) · آنا آرخیپووا · اولگا آرتشینا · النا بارانووا · دیانا گوستیلینا · ماریا کالمیکووا · النا کارپوا · ایلونا کرستین · ایرینا اوسیپووا · اکسانا رماتولینا · تاتیانا شوچولوا · ماریا استپانوا · ناتالیا ودوپیانوا                       |
| بسکتبال در بازی‌های المپیک تابستانی ۲۰۰۸ | ایالات متحده آمریکا (USA) · سیمون آگوستوس · سو برد · تامیکا کتچینگس · سیلویا فاولس · کارا لاوسون · لیسا لسلی · دلیشا میلتون-جونز · کندیس پارکر · کپی پوندکستر · کتی اسمیت · دیانا تاوراسی · تینا تامپسون                                      | استرالیا (AUS) · ارین فیلیپس · تولی بویلاکوآ · جنیفر اسکرین · پنی تیلور · سوزی باتکوویچ · هولی گریما · کریستی هاروور · لورا هاجز · بلیندا اسنل · اما راندال · روهانی کاکس · لورن جکسون                                                                | روسیه (RUS) · مارینا کوزینا · اکسانا رماتولینا · ناتالیا ودوپیانوا · بکی همن · مارینا کارپونینا · تاتیانا شوچولوا · ایلونا کرستین · ماریا استپانوا · یکترینا لیسینا · ایرینا سوکولوفسکایا · سوتلانا ابروسیمووا · ایرینا اوسیپووا               |
| بسکتبال در بازی‌های المپیک تابستانی ۲۰۱۲ | ایالات متحده آمریکا (USA) · لیندزی وایلن · سیمون آگوستوس · سو برد · مایا مور · انجل مک‌کاتری · آسجا جونز · تامیکا کتچینگس · اسوین کش · دیانا تاوراسی · سیلویا فاولس · تینا چارلز · کندیس پارکر                                                 | فرانسه (FRA) · ایزابل یاکوبو · اندنه می‌یم · کلمانس بک · ساندرین گرودا · ادویژ لاوسون-واد · سلین دومرک · فلورانس لوپرون · امیلی گومیس · ماریون لابرد · آلودی گودن · املین اندونگ · ژنیفر دیاگبو                                                        | استرالیا (AUS) · سوزی باتکوویچ · ابی بیشاپ · لیز کامبج · کریستی هاروور · لورن جکسون · راشل جری · کاتلین مک لئود · جنا اوهه · سامانتا ریچاردز · جنیفر اسکرین · بلیندا اسنل · لورا هاجز                                                          |
| بسکتبال در بازی‌های المپیک تابستانی ۲۰۱۶ | ایالات متحده آمریکا (USA) · لیندزی وایلن · سیمون آگوستوس · سو برد · مایا مور · انجل مک‌کاتری · بریانا استوارت · تامیکا کتچینگس · النا دل دون · دیانا تاوراسی · سیلویا فاولس · تینا چارلز · بریتنی گراینر                                       | اسپانیا (ESP) · لتیسیا رومرو · لائورا نیکولس · سیلبیا دومینگس · آلبا تورنس · لایا پالائو · مارتا شارگای · لئونور رودریگس · لوسیا پاسکوآ · آنا کروس · لائورا کبدو · لائورا خیل · آستو ایندو                                                            | صربستان (SRB) · تامارا رادوجاج · سونجا واسیچ · ساشا چانئو · سارا کرنجیچ · نونا یووانوویچ · جلنا بروکس · دژانا بوتولیجا · دراگانا استانکوویچ · الکساندرا کرونداکیچ · ملیکا دابوویچ · آنا دابوویچ · دنیل پیج                                     |
| بسکتبال در بازی‌های المپیک تابستانی ۲۰۲۰ | ایالات متحده آمریکا (USA) · جوئل لوید · اسکایلر دیگینز-اسمیت · سو برد · آریل اتکینز · چلسی گری · اژا ویلسون · بریانا استوارت · نفیسا کالیر · دیانا تاوراسی · سیلویا فاولس · تینا چارلز · بریتنی گراینر                                        | ژاپن (JPN) · موئکو ناگائوکا · ماکی تاکادا · ناهو میوشی · روی ماچیدا · ناکو موتوهاشی · ناناکا تودو · ساکی هایاشی · اولین ماوولی · سائوری میازاکی · یوکی میازاوا · هیماواری آکاهو · مونیکا اوکویه                                                       | فرانسه (FRA) · الکسیا شارترو · النا سیاک · الیکس دوشه · مارین فوتو · ساندرین گرودا · مارین ژوهانس · سارا میشل · اندنه می‌یم · ایلینا روپر · دیانرا چتچونگ · والرین ووکوساولیویچ · گبی ویلیامز                                                   |

### بسکتبال ۳ نفره
| بازی‌ها                                  | طلا                                                                          | نقره                                                                            | برنز                                                         |
| بسکتبال در بازی‌های المپیک تابستانی ۲۰۲۰ | ایالات متحده آمریکا (USA) · استفانی دلسون · الیشا گری · کلسی پلام · جکی یانگ | چین (ROC) · اوگنیا فرولکینا · اولگا فرولکینا · یولیا کوزیک · آناستازیا لوگونووا | چین (CHN) · وان جییوان · وانگ لیلی · یونگ شویو · ژانگ ژیتینگ |